# Georgios Papagiannis
Georgios Papagiannis (en griego, Γιώργος Παπαγιάννης, Marousi, 3 de julio de 1997) es un baloncestista griego que pertenece a la plantilla del AS Mónaco de la LNB Pro A. Con 2,20 metros de estatura, juega en la posición de pívot.

## Trayectoria deportiva

### Inicios
Durante su etapa de instituto pasó los tres primeros años en un high school estadounidense, para hacer el último año en su país. Llegó a disputar el Jordan Brand Classic en 2013.

### Profesional

#### Grecia
Debutó profesionalmente con 14 años con el Peristeri BC el 5 de enero de 2012, en un partido de la A1 Ethniki ante el Panathinaikos. Se convirtió en ese momento en el jugador más joven en debutar en la liga helena en su era moderna, desde que en 1992 comenzara a organizarla la HEBA.
El 25 de junio de 2014 fichó con un acuerdo multianual con el Panathinaikos BC. El contrato incluía una cláusula por la que podría abandonar el club si surgía alguna oferta de universidades de la División I de la NCAA. Pese a que recibió ofertas de becas de 17 universidades, entre las que figuraban algunas de renombre como Temple, Kentucky, St. John's o Connecticut, en el mes de julio decidió cumplir contrato con su nuevo equipo. Jugó dos temporadas, en las que promedió 5,0 puntos y 2,8 rebotes por partido.

#### NBA
Fue elegido en la decimotercera posición del Draft de la NBA de 2016 por Phoenix Suns, pero sus derechos fueron traspasados a Sacramento Kings junto con los de la elección 28 (Skal Labissière), los de Bogdan Bogdanović y una segunda ronda del draft de 2020 de los Detroit Pistons a cambio de la elección número 8, Marquese Chriss. Se convirtió en la mejor elección de un griego en un draft de la NBA de la historia, superando a su compatriota Giannis Antetokounmpo, número 15 en 2013. Debutó el 5 de noviembre en un partido ante Milwaukee Bucks, consiguiendo 2 puntos y 1 rebote.
El 8 de marzo de 2018 firmó un contrato por diez días con los Portland Trail Blazers. Pese a no haber jugado ni un minuto en ese periodo de tiempo, el 18 de marzo firmó un nuevo contrato por dos temporadas.

#### Regreso a Europa
Al término de la temporada, en agosto de 2018, regresó al Panathinaikos BC, tras firmar por cinco temporadas con el equipo griego, con una cláusula de regreso a la NBA a partir de la tercera temporada.
Tras cinco años con el Panathinaikos, en julio de 2023 anuncia su decisión de no renovar. Al día siguiente firma con el Fenerbahçe, dirigido por el técnico griego Dimitrios Itoudis.
En julio de 2024 firma por el AS Mónaco.

### Selección nacional

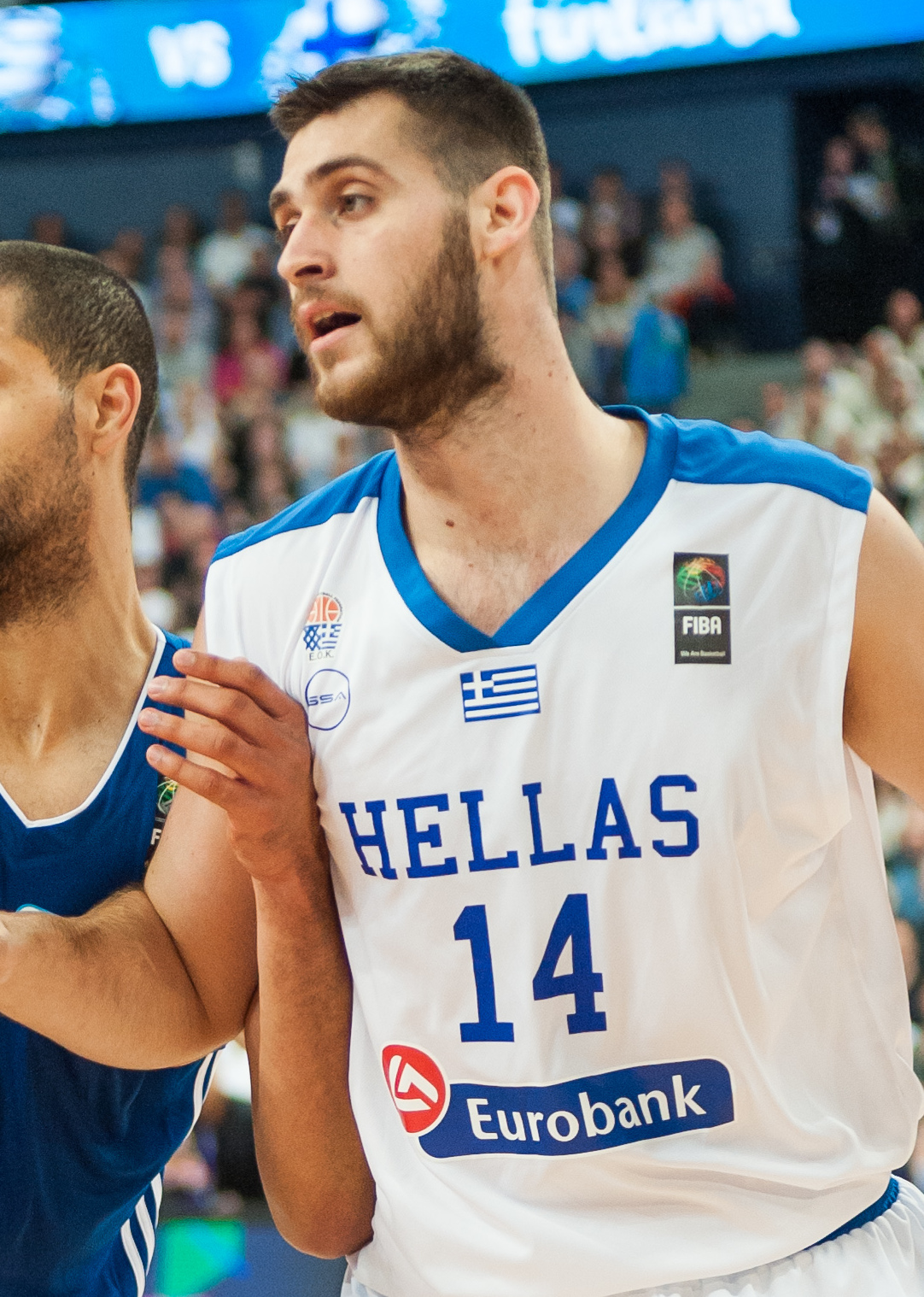
Papagiannis en 2017.

Fue integrante de las selecciones júnior de Grecia. Disputó el EuroBasket Sub-16 de 2012, donde fue el líder de tapones por encuentro. Al año siguiente disputó el EuroBasket Sub-16 de 2013, donde ganaron el bronce, y fue líder del torneo en tapones por encuentro.
También disputó el Mundial Sub-19 de 2015, y el EuroBasket Sub-18 de 2015 donde ganaron el oro.
Su primera convocatoria con la selección absoluta fue en 2017, donde disputó el EuroBasket 2017, y luego los encuentros clasificatorios para el Mundial de 2019.
En septiembre de 2022 disputó con el combinado absoluto griego el EuroBasket 2022, finalizando en quinta posición.
Durante agosto y septiembre de 2023 fue integrante de la selección de Grecia que participó en el Mundial de 2023 celebrado en Asia, y que finalizó en decimoquinto lugar.
Entre julio y agosto de 2024 fue parte de la selección absoluta de Grecia, que disputó los Juegos Olímpicos de París, finalizando en octava posición.

## Estadísticas de su carrera en la NBA

### Temporada regular
| Año     | Equipo     | PJ | PT | MPP  | %TC   | %3P  | %TL  | RPP | APP | ROB | TPP | PPP |
| ------- | ---------- | -- | -- | ---- | ----- | ---- | ---- | --- | --- | --- | --- | --- |
| 2016-17 | Sacramento | 22 | 0  | 16.1 | .549  | .000 | .857 | 3.9 | .9  | .1  | .8  | 5.6 |
| 2017-18 | Sacramento | 16 | 0  | 7.4  | .415  | .000 | .000 | 2.3 | .6  | .1  | .4  | 2.1 |
| 2017-18 | Portland   | 1  | 0  | 4.0  | 1.000 | .000 | .000 | 1.0 | .0  | 2.0 | .0  | 2.0 |
| Total   | Total      | 39 | 0  | 12.2 | .514  | .000 | .857 | 3.2 | .7  | .2  | .6  | 4.1 |